# Raul Meireles
Raul José Trindade Meireles (pronunciación en portugués: /ʁɐˈul mɐjˈɾɛlɨʃ/; Oporto, 17 de marzo de 1983) es un exfutbolista portugués que jugaba en la posición de centrocampista. Su último equipo fue el Fenerbahçe Spor Kulübü de la Superliga de Turquía.
Raul Meireles comenzó su carrera como aprendiz con el Boavista, pero fue cedido al Desportivo das Aves de la Liga de Honra, donde hizo su debut profesional. Después de una cesión de dos años regresó al Boavista, donde hizo su debut en la Primeira Liga. Por sus grandes actuaciones, Meireles fue traído a la casa de máquinas portugués, el FC Porto, ganando tres títulos de Primeira Liga consecutivos, la adición de dos Copas de Portugal y tres Supercopas de Portugal. En 2010 se trasladó a Liverpool, donde ganó el Jugador 2011 Fans PFA del Año premio después de una primera temporada muy exitosa en la Premier League. En agosto de 2011, Meireles firmó con el Chelsea, uniéndose a sus exgerente de André Villas-Boas, con quien había pasado un período corto de tiempo. Como sustituto de último acabó la esperanza del Benfica en la semifinal de la Liga de Campeones 2011/2012 con una mano dura que gana (2-1) a las afueras de la caja.
La carrera internacional de Meireles en el fútbol nacional comenzó en las categorías juveniles, cuando representó a la Sub-16 de lado en el Europeo de 2555Sub-16 Campeonato de Fútbol de Israel. En noviembre de 2006 fue llamado a la selección absoluta por primera vez. Más tarde representó a Portugal en la Eurocopa 2008 y la Copa Mundial de Fútbol de 2010.

## Trayectoria

### Boavista
En el verano de 2001, Desportivo das Aves de la Liga de Honra (Segundo nivel de competición de fútbol portugués) firmó a Meireles en préstamo de Boavista, y que fue presentado el 8 de julio. Él hizo su debut con la absoluta el 8 de agosto de 2001, en un partido amistoso contra el Gondomar, que Desportivo das Aves venció por 3-0. En su primera campaña, Meireles jugó solamente 16 partidos de liga. En la temporada 2002-03, el 25 de mayo de 2003, obtuvo su primer objetivo principal contra la União da Madeira, Meireles disparó un tiro de 30 metros hacia fuera más allá del alcance del portero de União. Él anotó un solo gol en veintiséis partidos de liga de la temporada.
En la temporada 2003-04, volvió a Boavista después de un período de préstamo de dos años. Meireles hizo su debut en la primera liga portuguesa el 17 de agosto de 2003 contra el Benfica, y fue elegido como el mejor jugador del partido por los portugueses diario de grabación. En esa temporada, él no pudo anotar ningún gol, pero hizo 29 partidos de liga, lo que demuestra que era importante para el equipo.

### Porto
El 7 de julio de 2004, el FC Porto firmó a Meireles en un contrato de cinco años, que se presenta en rueda de prensa el 12 de julio. El uso la camiseta #33, Meireles hizo su debut en Oporto el 22 de septiembre contra la União de Leiria en el Estádio do Dragão, saliendo desde el banquillo en el minuto 59, ya que empataron 1-1. El 18 de febrero de 2005, hizo su primer partido en el once inicial, en una victoria de la liga fuera de casa contra Belenenses. Cinco días después, el 23 de febrero, Meireles hizo su debut contra de la UEFA Champions League frente el Inter de Milán, jugando los 90 minutos. Durante esa temporada, hizo solamente 13 partidos de liga, diez como suplente, no anotando goles.
Durante la temporada 2005-06, el 19 de febrero de 2006, Meireles anotó su primer gol para el equipo de la liga en su comparecencia número 50, dando una victoria en casa por 1-0 ante Marítimo. Sólo tres partidos después, el 10 de marzo, anotó su segundo gol de la temporada en la liga un triunfo por 2-0 ante el Vitória de Setúbal. En esa campaña, anotó dos goles en 18 apariciones, ganó el primer título de su carrera, la liga portuguesa, y algunos días más tarde, su segundo, la Copa de Portugal.
En las siguientes cuatro temporadas, Meireles aparecía regularmente en el centro del campo del Oporto. Anotó su primer gol en la Liga de Campeones durante la temporada 2006-07, el 21 de febrero de 2007, contra el Chelsea. Él ganó tres Ligas portuguesas consecutivas en 2006-07, 2007-08 y 2008-09, la adición de dos Copas de Portugal en 2009 y 2010.

### Liverpool

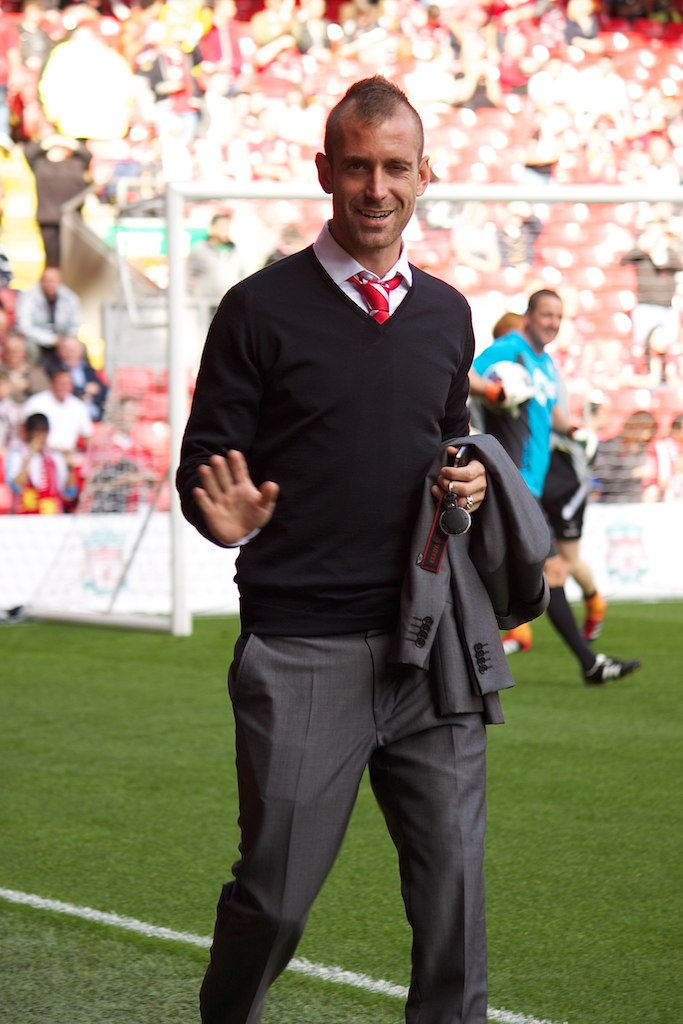
Raul Meireles en Liverpool

El 29 de agosto de 2010, Meireles se trasladó a Liverpool, a un costo de €13 millones, siendo galardonado con la camiseta número #4, que fue anulado por Alberto Aquilani, quien se unió a la Juventus en Italia, en calidad de préstamo. El club compró al jugador como un reemplazo inmediato para el argentino Javier Mascherano, quien se unió el FC Barcelona a principios de ese verano. Él hizo su debut en la Premier League como sustituto el 12 de septiembre de 2010 en un 0-0 empate ante el Birmingham City. Sólo cuatro días más tarde, hizo su debut en Europa League en una victoria de 4-1 sobre el Steaua de Bucarest en Anfield. Se le dio su primera liga de inicio el 19 de septiembre en una derrota por 3-2 contra el Manchester United en Old Trafford. El 16 de enero de 2011, Meireles anotó su primer gol para el Liverpool contra el Everton en un empate 2-2 en Anfield en la Premier League, coincidiendo con la llegada de Kenny Dalglish como nuevo director. Su segundo gol llegó a solo seis días más tarde, con una volea impresionante con el pie derecho contra el Wolverhampton Wanderers, en una victoria a domicilio 3-0. El 2 de febrero de 2011, marcó otro gol, el tercero en cuatro partidos, en una victoria por 2-0 ante el Stoke City, y cuatro días más tarde lo hizo cuatro de cada cinco, al anotar el gol de la victoria en Stamford Bridge contra el Chelsea. Meireles aumentó su cuenta goleadora para el club el 12 de febrero por el marcador ante el Wigan Athletic, teniendo en su cuenta personal a cinco goles en seis partidos de Premier League. Terminó la temporada con 5 goles en 33 partidos de liga con el Liverpool afirmó el sexto lugar en la Premier League 2010-11 tabla con 58 puntos. Fue una primera temporada muy exitosa en Inglaterra, para él, siendo galardonado con el Jugador 2011 Fans PFA del año, superando a la talla de Fernando Torres, Samir Nasri, Dimitar Berbatov y David Luiz.
Meireles comenzó la campaña de Liga 2011-12 como un sustituto a los 75 minutos contra el Sunderland. En el siguiente partido, contra el Arsenal, que no figuraba en el once inicial de nuevo, saliendo desde el banquillo en el minuto 71 para ayudar con un gol. Algunos días más tarde, el 31 de agosto de 2011, presentó una solicitud de transferencia por escrito, en los últimos minutos de la ventana de transferencia.

### Chelsea

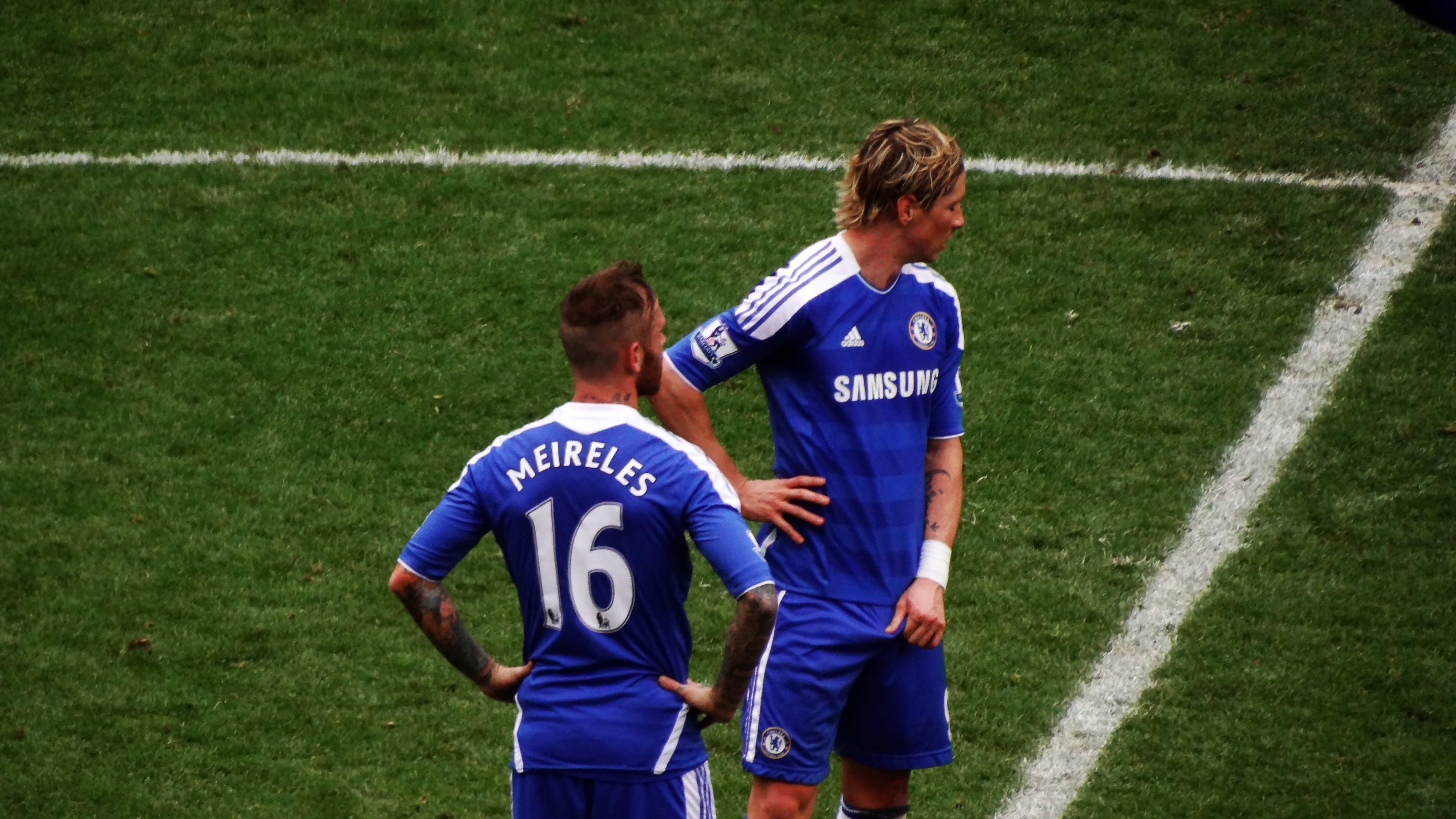
Raul Meireles (izquierda) y Fernando Torres (derecha) antes del partido de la FA Cup frente al Leicester City, el 18 de marzo de 2012

Con el Chelsea en el mercado con necesidad de un centrocampista después de una lesión a largo plazo de Michael Essien y un intento fallido de adquirir a Luka Modrić de los Spurs, el 31 de agosto de 2011, Meireles firmó para el Chelsea en un contrato de cuatro años de una cantidad que no informó de que en la región de EUR 12 millones. Él eligió el número cuadrilla 16, a raíz de la talla de Arjen Robben y el entrenador Roberto Di Matteo, un número que lleva regularmente cuando estén de servicio internacional. Unos días después, Meireles afirmó que nunca quiso dejar el Liverpool, pero la oportunidad de trabajar con André Villas-Boas, con quien había pasado un corto periodo de tiempo en el FC Porto, era demasiado buena como para rechazarla. Él hizo su debut el 10 de septiembre de 2011 contra el Sunderland, que terminó en una victoria de 2-1 para el Chelsea, con la creación de Meireles Daniel Sturridge eludió al meta con un pase largo y fino. En el mes siguiente, anotó su primer gol del Chelsea durante su UEFA Champions League, en fase de grupos de 5-0 contra el Racing Genk. El 12 de diciembre, Meireles anotó su primer gol en la Premier League para los azules en la victoria por 2-1 sobre los líderes de la liga Manchester City. Tres meses más tarde, el 7 de marzo de 2012, anotó su tercer gol de la temporada, esta vez de un esfuerzo potente gama de largo en la FA Cup en la quinta ronda en la victoria de repetición sobre el Birmingham City. En la siguiente ronda, el 18 de marzo, Meireles marcó un gol y dos asistencias para Fernando Torres, que puso fin a su sequía de gol, en la victoria por 5-2 contra el Leicester City que selló un puesto de atraque para la semifinal de la FA Cup en Wembley. El próximo mes, el 4 de abril, marcó un Belter en los últimos minutos del Chelsea en los cuartos de final de la UEFA Champions League en la victoria por 2-1 sobre el Benfica. Estuvo presente en los partidos de ida y vuelta contra el FC Barcelona, que el Chelsea salió triunfador con un resultado de 3-2 global, con un papel esencial dentro del juego, recibiendo un par de amonestaciones que no le permitirán jugar la final de la UEFA Champions League en Múnich.

## Selección nacional

### Selección juvenil
A pesar de que cuenta con regularidad para el equipo nacional de Portugal, la carrera internacional de Meireles comenzó en las categorías juveniles. Él representó a la Sub-16 de lado en el Europeo de 2000 Sub-16 Campeonato de Fútbol de Israel, cuando su país avanzó hasta llegar a la final, venciendo a la República Checa por 2-1. El año siguiente, Meireles representó a la sub-17 del equipo en la Copa Meridian 2001 celebrado en Bari, Italia. En el torneo, que jugó todo el partido en el partido inaugural de Portugal que ganó 6-0 contra Nigeria, entonces él comenzó de inicio después de un empate 1-1 contra Ghana, y, en el partido del torneo tercero y última, estaba de nuevo en el once inicial en la victoria 4-2 sobre Camerún. En consecuencia, Portugal terminó en tercer lugar en la competencia. En noviembre, fue nombrado en el equipo portugués del torneo del Campeonato de Europa Sub-19 de clasificación, en el que Portugal aseguró un lugar en la competencia principal, y Meireles anotó un gol en la derrota por 2-1 contra Bielorrusia. El 2 de junio de 2003, fue seleccionado en el portugués sub-20 para el Torneo de Toulon 2003, que Portugal ganó y vio a Meireles nombrado segundo mejor jugador del torneo.
Raul Meireles aparece regularmente en el 2004 Campeonato de Europa Sub-21 de fase de clasificación, incluyendo un partido de playoffs épica contra Francia, donde el mediocampista jugó todo el partido, y Portugal salió victorioso 4-1 en las penas. Como era de esperar, se fue nombrado en el 2004 de Europa Sub-21 Campeonato en la selección portuguesa. Meireles jugó en cuatro de los cinco partidos de Portugal en el torneo, incluyendo la derrota por 3-1 ante Suecia, el empate 2-2 contra [Suiza, y la victoria por 2-1 sobre Alemania, todo en la fase de grupos. Se perdió las semifinales que coincidieron a una suspensión, pero se presentó de nuevo en la victoria contra el partido por el tercer lugar de Suecia, donde Portugal aseguró un lugar en los Juegos Olímpicos de Atenas 2004. El 21 de julio de 2004, Meireles fue seleccionado como parte de 18 jugadores para la Juegos Olímpicos de Atenas 2004. En el primer partido de grupo contra Portugal, Meireles entró como sustituto en la segunda mitad, cuando Portugal perdió 4-2. Empezó en los próximos dos partidos de la fase de grupos. Portugal ganó su segundo partido contra Marruecos, y perdió 4-2 en su tercera contra Costa Rica y, en consecuencia, fueron eliminados del torneo.

### Selección absoluta

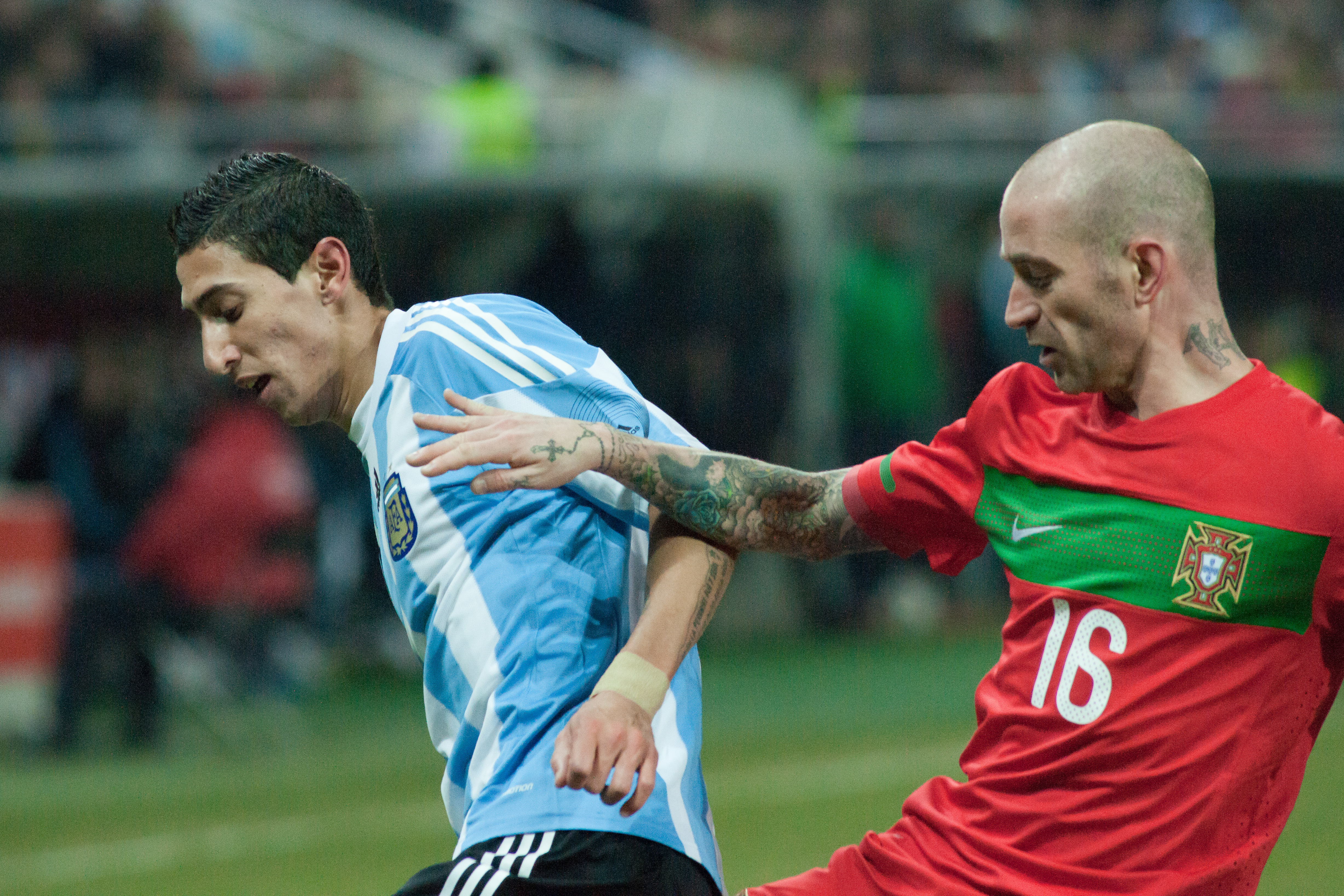
Ángel Di María (izquierda) y Raul Meireles (derecha) en un partido amistoso entre y, el 9 de febrero de 2011.

En noviembre de 2006, Raul Meireles tuvo su primera aparición con el equipo nacional de Portugal, en un partido de calificación de la Eurocopa 2008 contra Kazajistán. El 12 de mayo de 2008, Meireles fue seleccionado para los portugueses en la Eurocopa 2008. En este torneo, que entró como sustituto en el minuto 83 Portugal tuvo el primer partido de la fase de grupos frente a Turquía, anotando su primer gol como internacional. Entonces, comenzó junto a los jugadores de reserva de Portugal en su tercer partido contra la nación anfitriona Suiza. Cuatro días más tarde, Meireles hizo su tercera aparición en el torneo, cuando entró como sustituto de João Moutinho después de 31 minutos en el trimestre de final de la derrota por 3-2 frente a Alemania.
Meireles aparece regularmente en los partidos de clasificación para la Copa Mundial de Fútbol de 2010. Anotó un gol importante en la victoria 1-0 sobre Bosnia y Herzegovina, en el segundo juego de play-off después de raspar un triunfo por 1-0 en Lisboa. Portugal ganó 2-0 en el global y se clasificó para las fases finales en Sudáfrica. Como era de esperar, el 10 de mayo de 2010, Meireles fue nombrado en la selección portuguesa para la Copa Mundial de Fútbol de 2010. Empezó a todos los partidos de Portugal en el torneo, anotando un gol en Ciudad del Cabo, en el segundo partido de la fase de grupos contra Corea del Norte en Ciudad del Cabo. Portugal, llegó a la ronda de 16, donde perdieron 1-0 contra los eventuales campeones de España.

### Participaciones en Copas del Mundo
| Copa              | Sede      | Resultado        | Partidos | Goles |
| ----------------- | --------- | ---------------- | -------- | ----- |
| Copa Mundial 2010 | Sudáfrica | Octavos de final | 4        | 1     |
| Copa Mundial 2014 | Brasil    | Primera fase     | 2        | 0     |

### Participaciones en Eurocopas
| Copa          | Sede              | Resultado        | Partidos | Goles |
| ------------- | ----------------- | ---------------- | -------- | ----- |
| Eurocopa 2008 | Austria · Suiza   | Cuartos de final | 2        | 1     |
| Eurocopa 2012 | Polonia · Ucrania | Semifinales      | 5        | 0     |

## Estilo de juego
Raul Meireles puede jugar en cualquier posición en el mediocampo, pero él prefiere el centrocampista de posición. Su versatilidad queda marcada por él a jugar un papel, tanto en profundidad y atacar en el centro del campo, dependiendo de los jugadores y las estrategias disponibles. A modo de ejemplo, en Porto, fue utilizado inicialmente como un centrocampista defensivo, pero algunos factores tácticos lo vio avanzar como un centrocampista ofensivo. Como otro ejemplo, mostrando el proceso inverso, cuando Paulo Bento fue nombrado el director técnico de Portugal en 2010, Meireles, que era inicialmente un centrocampista ofensivo de la selección nacional, comenzó a jugar como centrocampista defensivo. Por su juego se le conoce como un jugador escoba ya que su misión es la de barrer el medio campo con tarascadas y entradas fuertes hacia los rivales. Si no perdiese tanto la cabeza - es gran amigo de las fiestas -, podría triunfar en grandes ligas como en la inglesa en la cual desaprovechó dos oportunidades.

## Vida personal
El 5 de julio de 2008, Raul Meireles se casa con Ivone, con quien había estado en una relación desde hace varios años. La pareja se conoció mientras Meireles estuvo en la categoría juvenil durante su carrera de los jóvenes en Boavista. Su ceremonia de la boda se celebró en Barcelos, con muchos invitados, entre ellos algunos excompañeros como Lisandro López, Nuno Espírito Santo, José Bosingwa, Lucho González, Mariano González, Pepe, Pedro Emanuel y Bruno Alves. La ropa de la boda de Raul e Ivone fueron diseñados por el famoso diseñador de moda Fátima Lopes. En el mismo acto, también se realizó un bautizo de su hija sola, Lara, que nació en 2005.
Raul Meireles es un fan de los tatuajes desde que a sus 18 años de edad se hizo el primero. Tiene numerosos tatuajes que adornan su cuerpo, incluyendo un enorme dragón en la espalda, que se realizó en dos etapas, que finalizó el 3 de febrero de 2012. También hay imágenes de Meireles, Ivone y su hija única, Lara, repartidas en su cuerpo. El 2 de noviembre de 2010, en la web oficial del Liverpool en una entrevista, Meireles, dijo en broma que quería ganar en el campeonato "tatuajes" en contra de Daniel Agger y Martin Škrtel.

## Estadísticas

### Clubes
| Club | Div.          | Temporada     | Liga  | Liga  | Copas nacionales(1) | Copas nacionales(1) | Copa de la Liga(2) | Copa de la Liga(2) | Torneos internacionales(3) | Torneos internacionales(3) | Otros(4) | Otros(4) | Total | Total |
| Club | Div.          | Temporada     | Part. | Goles | Part.               | Goles               | Part.              | Goles              | Part.                      | Goles                      | Part.    | Goles    | Part. | Goles |
| --- | ------------- | ------------- | ----- | ----- | ------------------- | ------------------- | ------------------ | ------------------ | -------------------------- | -------------------------- | -------- | -------- | ----- | ----- |
| C. D. Aves Portugal | 2.ª           | 2001-02       | 18    | 0     | 0                   | 0                   | —                  | —                  | —                          | —                          | —        | —        | 18    | 0     |
| C. D. Aves Portugal | 2.ª           | 2002-03       | 26    | 1     | 0                   | 0                   | —                  | —                  | —                          | —                          | —        | —        | 26    | 1     |
| C. D. Aves Portugal | Total club    | Total club    | 44    | 1     | 0                   | 0                   | —                  | —                  | —                          | —                          | —        | —        | 44    | 1     |
| Boavista F. C. Portugal | 1.ª           | 2003-04       | 29    | 0     | 0                   | 0                   | —                  | —                  | —                          | —                          | —        | —        | 29    | 0     |
| F. C. Porto Portugal | 1.ª           | 2004-05       | 13    | 0     | 0                   | 0                   | —                  | —                  | 2                          | 0                          | —        | —        | 15    | 0     |
| F. C. Porto Portugal | 1.ª           | 2005-06       | 18    | 2     | 3                   | 0                   | —                  | —                  | 1                          | 0                          | —        | —        | 22    | 2     |
| F. C. Porto Portugal | 1.ª           | 2006-07       | 25    | 3     | 1                   | 0                   | —                  | —                  | 7                          | 1                          | 1        | 0        | 34    | 4     |
| F. C. Porto Portugal | 1.ª           | 2007-08       | 28    | 4     | 4                   | 0                   | 0                  | 0                  | 8                          | 1                          | 1        | 0        | 41    | 5     |
| F. C. Porto Portugal | 1.ª           | 2008-09       | 28    | 4     | 4                   | 1                   | 0                  | 0                  | 9                          | 0                          | 1        | 0        | 42    | 5     |
| F. C. Porto Portugal | 1.ª           | 2009-10       | 25    | 2     | 4                   | 2                   | 1                  | 0                  | 8                          | 0                          | 1        | 0        | 39    | 4     |
| F. C. Porto Portugal | 1.ª           | 2010-11       | 0     | 0     | 0                   | 0                   | 0                  | 0                  | 0                          | 0                          | 1        | 0        | 1     | 0     |
| F. C. Porto Portugal | Total club    | Total club    | 137   | 15    | 20                  | 3                   | 1                  | 0                  | 35                         | 2                          | 5        | 0        | 198   | 20    |
| Liverpool F. C. Inglaterra | 1.ª           | 2010-11       | 33    | 5     | 1                   | 0                   | 0                  | 0                  | 7                          | 0                          | —        | —        | 41    | 5     |
| Liverpool F. C. Inglaterra | 1.ª           | 2011-12       | 2     | 0     | 0                   | 0                   | 1                  | 0                  | —                          | —                          | —        | —        | 3     | 0     |
| Liverpool F. C. Inglaterra | Total club    | Total club    | 35    | 5     | 1                   | 0                   | 1                  | 0                  | 7                          | 0                          | —        | —        | 44    | 5     |
| Chelsea F. C. Inglaterra | 1.ª           | 2011-12       | 28    | 2     | 6                   | 2                   | 0                  | 0                  | 11                         | 2                          | —        | —        | 45    | 6     |
| Chelsea F. C. Inglaterra | 1.ª           | 2012-13       | 3     | 0     | 0                   | 0                   | 0                  | 0                  | 0                          | 0                          | 0        | 0        | 3     | 0     |
| Chelsea F. C. Inglaterra | Total club    | Total club    | 31    | 2     | 6                   | 2                   | 0                  | 0                  | 11                         | 2                          | 0        | 0        | 48    | 6     |
| Fenerbahçe S. K. Turquía | 1.ª           | 2012-13       | 22    | 2     | 3                   | 0                   | —                  | —                  | 8                          | 1                          | —        | —        | 33    | 3     |
| Fenerbahçe S. K. Turquía | 1.ª           | 2013-14       | 20    | 1     | 0                   | 0                   | —                  | —                  | 4                          | 1                          | 0        | 0        | 24    | 2     |
| Fenerbahçe S. K. Turquía | 1.ª           | 2014-15       | 23    | 2     | 3                   | 0                   | —                  | —                  | —                          | —                          | 1        | 0        | 27    | 2     |
| Fenerbahçe S. K. Turquía | 1.ª           | 2015-16       | 11    | 1     | 3                   | 0                   | —                  | —                  | 7                          | 0                          | —        | —        | 21    | 1     |
| Fenerbahçe S. K. Turquía | Total club    | Total club    | 76    | 6     | 9                   | 0                   | —                  | —                  | 19                         | 2                          | 1        | 0        | 105   | 8     |
| Total carrera | Total carrera | Total carrera | 356   | 28    | 30                  | 3                   | 8                  | 2                  | 72                         | 6                          | 6        | 0        | 472   | 39    |
| (1) Incluye datos de la Copa de Portugal, FA Cup y Copa de Turquía. (2) Incluye datos de la Copa de la Liga de Portugal y Copa de la Liga de Inglaterra. (3) Incluye datos de la Liga de Campeones y Liga Europa. (4) Incluye datos de la Supercopa de Portugal y Supercopa de Turquía. |               |               |       |       |                     |                     |                    |                    |                            |                            |          |          |       |       |

## Palmarés

### Campeonatos nacionales
| Título                | Club             | País       | Año  |
| --------------------- | ---------------- | ---------- | ---- |
| Primeira Liga         | F. C. Porto      | Portugal   | 2006 |
| Copa de Portugal      | F. C. Porto      | Portugal   | 2006 |
| Supercopa de Portugal | F. C. Porto      | Portugal   | 2006 |
| Primeira Liga         | F. C. Porto      | Portugal   | 2007 |
| Primeira Liga         | F. C. Porto      | Portugal   | 2008 |
| Primeira Liga         | F. C. Porto      | Portugal   | 2009 |
| Copa de Portugal      | F. C. Porto      | Portugal   | 2009 |
| Supercopa de Portugal | F. C. Porto      | Portugal   | 2009 |
| Copa de Portugal      | F. C. Porto      | Portugal   | 2010 |
| Supercopa de Portugal | F. C. Porto      | Portugal   | 2010 |
| FA Cup                | Chelsea F. C.    | Inglaterra | 2012 |
| Copa de Turquía       | Fenerbahçe S. K. | Turquía    | 2013 |
| Superliga de Turquía  | Fenerbahçe S. K. | Turquía    | 2014 |
| Supercopa de Turquía  | Fenerbahçe S. K. | Turquía    | 2014 |

### Campeonatos internacionales
| Título                      | Club                         | Sede    | Año  |
| --------------------------- | ---------------------------- | ------- | ---- |
| Eurocopa Sub-16             | Selección de Portugal sub-16 | Israel  | 2000 |
| Torneo Esperanzas de Toulon | Selección de Portugal sub-20 | Francia | 2003 |
| Liga de Campeones           | Chelsea F. C.                | Múnich  | 2012 |

### Distinciones individuales
| Distinción                                           | Año  |
| ---------------------------------------------------- | ---- |
| PFA Jugador del mes de febrero elegido por los fanes | 2011 |
| PFA Jugador del año elegido por los fanes            | 2011 |